# Roger Berg
Pour les articles homonymes, voir Berg.
Roger Berg (né le 22 décembre 1910 à Nancy et mort le 3 juin 1994 à Paris,) est un avocat et docteur en droit, journaliste, écrivain, chroniqueur, historien, juif français. Il crée en 1950 le Journal des communautés. Il en est le rédacteur en chef jusqu'en 1978. Il devient secrétaire général du Consistoire central en 1951.
Il est marié à Andrée Bloch, avocate, qui l'a aidé à publier ses ouvrages.

## Publications
- Roger Berg, Les Juifs devant le droit français : législation et jurisprudence fin 19e siècle à nos jours, Paris, Belles Lettres, coll. « Franco-Judaica », 1984, 282 p. (ISBN 2-905248-00-9)
- Roger Berg (Livre en collaboration). Paris-Jérusalem. Les Juifs de France: Aventure personnelle ou destin collectif?" Collection "Pardès". Éditions du Cerf: Paris, 1986.  (ISBN 2-709-60518-X)
- « La synagogue de Bouxwiller ou le classicisme audacieux », in Almanach du Keren Kayemeth Leisrael, 1992, no 5752
- Roger Berg, Histoire du rabbinat français : (XVIe – XXe siècle), Paris, Éditions du Cerf, 1992, 274 p. (ISBN 2-204-04252-8)
- Roger Berg, Histoire des juifs à Paris. De Chilpéric à Jacques Chirac, Paris, Éditions du Cerf, coll. « L'Histoire a vif », 1997, 392 p. (ISBN 978-2-204-05507-9)